# Timo Kalli
Timo Juhani Kalli, född 22 februari 1947 i Kiukais, är en finländsk politiker tillhörande Centern. Han är jordbrukare.
Kalli var riksdagsman 1991–2019 och talman en kort tid under 2007 efter riksdagsvalet. Han var ordförande för Centerns riksdagsgrupp från 2003 till 2011.

## Utmärkelser
- Förtjänsttecknet av Finlands Lejons orden,  6 december 1987[3]
- Riddartecknet av I klass av Finlands Vita Ros’ orden,  6 december 1999[4]

[Redigera Wikidata]